# Lux Elvira
Lux Elvira (Ózd, 1929. január 2. – Budapest, 2016. július 20.) magyar szexuálpszichológus, klinikai szakpszichológus, adjunktus, a Magyar Szexológiai Társaság elnöke.

## Életpályája
Járdánházán nevelkedett és járt kilenc osztályos, osztatlan iskolába. A középiskolát Egerben az angolkisasszonyoknál végezte. 1947-ben az Ózdi Magyar Állami Gimnáziumban érettségizett. Édesanyja távollétében egy teherautón Budapestre szökött, az orvosi egyetemre.
1947–1951 között a Semmelweis Egyetem jogelődjén, a BOTE-n tanult, majd Szentágothai János tanítványa lett. Miután késztetést érzett, hogy az aggyal nem mint szervvel, hanem a lényével, a pszichével foglalkozzon, 1964 és 1969 között elvégezte az ELTE BTK pszichológia szakát. 1969-től a SOTE I. számú Nőgyógyászati és Szülészeti Klinikán elsőként alkalmazták pszichológusként nőgyógyászati esetek megoldásában. Innen ment nyugdíjba 1989-ben.
1970-től tartott szexuális felvilágosítással kapcsolatos előadásokat. 1972-től pszichoszomatikát és szexuálpszichológiát tanított a SOTE-n és az ELTE-n, mindkét témában iskolát teremtett. TDK dolgozatok, diplomamunkák készültek vezetésével mindkét egyetemen.
Első könyvét Antoni Ferenc rektor inspirálásra írta meg 1980-ban. Ezt számos további követte. A szakmai publikációk mellett, jelentősek a népszerű, ismeretterjesztő munkái is.
Férje Kohler Gyula közgazdász († 2013). Baráti társaságához tartozott többek között: Mándy Iván, Nemes Nagy Ágnes, Lengyel Balázs, Hernádi Gyula, Jancsó Miklós, Lator László.

## Művei
- Női szerepek a szexuálpszichológus szemével, Minerva Irodalmi és Nyomdai Műintézet, Budapest, 1982
- Lépéspróbák egymás felé, Móra Ferenc Könyvkiadó, Budapest, 1987
- Szabad egy szexre?, Optimum Kiadó, Budapest, 1989
- Szexkontroll, Pesti Műsor és Lapkiadó Vállalat, Budapest, 1992
- Férfisorsok, Astra Press Kiadó, Budapest, 1995
- Hát még nekem..., Vince Kiadó Kft, Budapest, 2002
- Anyának születtem? Archiválva 2010. október 6-i dátummal a Wayback Machine-ben, Szaktudás Kiadó Ház Zrt., Budapest, 2005
- Magány és társ - Féltékenység és hűség, InfoMed Kft, Saxum Kiadó, Budapest, 2005, Dr. Lux Elvira, Popper Péter, Haraszti László, (társszerző)
- Öröm, fájdalom, tabu, Affarone Kft, Saxum Kiadó, Budapest, 2006, Tari Annamária, Dr. Lux Elvira, Dr. Popper Péter, Ranschburg Jenő. (társszerző)
- A párkapcsolatok iskolája, Dr. Lux Elvira, Dr. Csernus Imre, F. Várkonyi Zsuzsa, Kánya Kata, Dr. Popper Péter, Sas István, Szendi Gábor, Sz. Mikus Edit, Szőllőssy-Csoma Enikő, Vekerdy Tamás, (társszerző)
- Női szerepek a szexuálpszichológus szemével, Saxum Kiadó, Budapest, 2008

## Társasági tagság

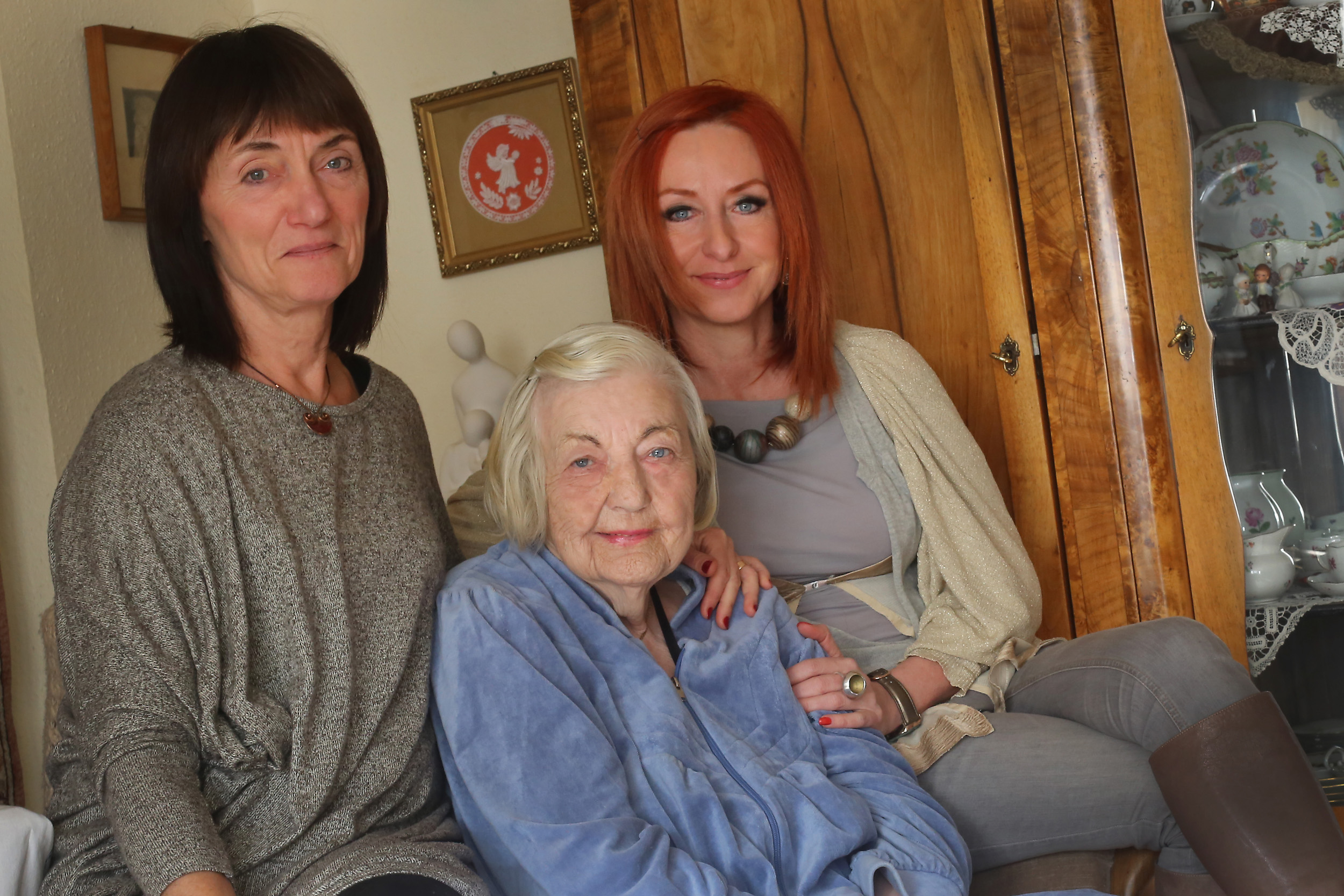
Kéri Ibolya és Soponyai-Nagy Krisztina társaságában

- Magyar Szexológiai Társaság

## Kép és hang
- TV2 Interjú
- Indexvideó

## Díjai, elismerései
- Magyar Természetgyógyászok Egyesületének kitüntetése (2000)
- EU miniszteri kitüntetés (2002)
- Batthyány-Strattmann László-díj (2004)
- A Magyar Köztársasági Érdemrend tisztikeresztje (2009)